# Найда, Сергей Фёдорович
Серге́й Фёдорович На́йда (8 октября 1903, село Троицкое, Глобинский район, Полтавская губерния, Российская империя — 27 февраля 1983, Москва, РСФСР) — советский и российский военный историк, доктор исторических наук (1948), профессор. Генерал-майор береговой службы (21.07.1944, в 1952 году переаттестован в генерал-майоры)

## Биография
Участник Гражданской и Великой Отечественной войн. Член ВКП(б) с 1926 года. В 1928 году завершил обучение в Кременчугском педагогическом институте. В 1930—1933 годах проходил учёбу в Институте красной профессуры. В августе 1933 года по решению ЦК ВКП(б) многие аспиранты Института Красной профессуры были мобилизованы в Вооружённые Силы СССР. Среди них был и С. Ф. Найда. Он был направлен преподавателем в Ленинградское высшее военно-морское инженерное училище им. Ф. Э. Дзержинского. Помимо большой преподавательской работы, Найда в эти годы плодотворно изучал историю русской армии и флота, опубликовал ряд интересных исследований по этой проблематике. Работая в ЛВВМИУ, прошёл путь от старшего преподавателя до заведующего кафедрой социально-экономических дисциплин. В 1938 году Найда был назначен на должность начальника наркомата Военно-морского флота СССР. 21 июля 1944 года получил воинское звание генерал-майор береговой службы.
В 1943 году защитил кандидатскую диссертацию по теме революционных движений на российском флоте в 1905—1907 годы. Докторскую диссертацию защитил в 1949 году по тематике революционных движений в российском флоте, профессор с 1951 года. С 1949 года — начальник сектора Института марксизма-ленинизма. С 1958 года стал заведующим кафедры Истории СССР советского периода исторического факультета Московского государственного университета (проработал там 23 года). Получил звание «Заслуженный деятель науки РСФСР» в 1974 году.
Главными научными интересами были история Гражданской войны в 1918—1922 годы, военно-морского флота СССР, военного искусства. К 1974 году являлся автором 116 научных работ.

## Редакторская деятельность
В 1938—1946 годах был главным редактором Военно-морского издательства. В 1947—1949 годах был главным редактором ежемесячного журнала «Морской сборник». В 1949—1958 годах работал на должности руководителя секретариата Главной редакции истории Гражданской войны в СССР (которая затем была переоформлена в Сектор истории гражданской войны Института марксизма-ленинизма при ЦК КПСС). C 1956 года активно включился в кампанию по «преодолением пережитков культа личности Сталина в освещении событий гражданской войны в СССР». Проанализировал и опубликовал массу ранее строго засекреченных документов. В конце 1958 года, в связи с завершением основной работы по историографическому переосмыслению гражданской войны, С. Ф. Найда перешёл на работу заведующим кафедрой истории СССР советского периода исторического факультета МГУ им. М. Ломоносова. Был также главным редактором журнала «Вопросы истории» в 1958—1960 годах.

## Основные научные работы С. Ф. Найды

### Книги
- Найда С. Ф. Адмирал Нахимов. — М.: Госполитиздат, 1945. — 72 с.
- Найда С. Ф. Выдающийся русский флотоводец — адмирал П. С. Нахимов. — М.: Знание, 1952. — 32 с.
- Найда С. Ф. О некоторых вопросах истории гражданской войны в СССР. — М.: Воениздат, 1958. — 243 с.
- Найда С. Ф. Революционное движение в царском флоте. 1825—1917. — М.-Л.: Изд-во АН СССР, 1948. — 607 с.
- Найда С. Ф. Революционное движение в Черноморском флоте в годы первой русской революции (1905—1907 гг.). — Симферополь: Крымиздат, 1950.
- Найда С. Ф. Синопская победа русского флота: стенограмма публичной лекции, прочитанной в Центральном лектории Общества в Москве. — М.: Правда, 1949. — 31 с.
- Найда С. Ф. Триумфальное шествие Советской власти. — М., 1957.
- Найда С. Ф., Наумов В. П. Советская историография гражданской войны и иностранной военной интервенции в СССР. — М.: Изд-во Моск. ун-та, 1966.

### Статьи
- Найда С. Ф. О начале и основных этапах интервенции и гражданской войны в СССР // Вестник Московского государственного университета. — 1966. — № 2. — С. 20—43.
- Найда С. Ф. Попытка реставрации дворянско-буржуазных взглядов в работах по военно-морской истории // Вопросы истории. — 1950. — № 1.
- Найда С. Ф., Мутовкин Н. С. Важная веха в истории КПСС // Вопросы истории. — 1959. — № 4.
- Найда С. Ф., Петров Ю. П. Коммунистическая партия — организатор победы на Восточном фронте в 1918 году // Вопросы истории. — 1956. — № 10.
- Найда С. Ф., Рыбаков М. В. Роль А. М. Горького в организации издания «Истории гражданской войны в СССР» // Вопросы истории. — 1958. — № 8.
- Найда С. Ф. Части особого назначения (1917—1925) // Военно-исторический журнал. — 1969. — № 4.
- Найда С. Ф. Об освобождении Красной Армией Крыма в апреле 1919 года. // Военно-исторический журнал. — 1974. — № 2.
- Найда С. Ф., Чузавков Л. М. Историография проблемы поставок США и Великобритании Советскому Союзу в период Великой Отечественной войны // Вестник Московского государственного университета. — 1975. — № 3. — С. 17—31.